# Perfluorohexyloctane
 (avril 2025).
 (février 2025).
Le perfluorohexyloctane, commercialisé sous le nom de marque Miebo, est un médicament utilisé pour traiter la sécheresse oculaire. Il est administré sous forme de collyre.
Les effets secondaires peuvent inclure une vision floue. Il s'agit d'un alcane semi-fluoré, dont on pense qu'il agit en prévenant l'évaporation des larmes.
Le perfluorohexyloctane a été approuvé pour un usage médical aux États-Unis en 2023. Aux États-Unis, un flacon de 3 ml coûte environ 780 USD en 2023.